# Fanthamia abditus
Fanthamia abditus är en tvåvingeart som beskrevs av Meillon och Wirth 1987. Fanthamia abditus ingår i släktet Fanthamia och familjen svidknott. Inga underarter finns listade i Catalogue of Life.